# Phyllanthus flexuosus
Phyllanthus flexuosus là một loài thực vật có hoa trong họ Diệp hạ châu. Loài này được (Siebold & Zucc.) Müll.Arg. miêu tả khoa học đầu tiên năm 1866.